# Yvonne (musikgrupp)
Yvonne var ett svenskt popband från Eskilstuna. Bandet bildades 1993 och jämfördes ofta med eskilstunabandet Kent som startade vid samma tid.
Bandet hann släppa fyra album och flera singlar samt göra flera festivalspelningar innan de upplöstes 2003. Efter att Yvonne lades ner bildade flera av medlemmarna bandet Strip Music.
I juni 2008 återförenades Yvonne för en spelning på Debaser i Stockholm och året efter, den 5 juni 2009, gjorde man en spelning i Eskilstuna, som en del av stadens 350-årsjubileum.

## Diskografi

### Album
- 1995 – Yvonne
- 1997 – Getting Out, Getting Anywhere
- 1999 – True Love
- 2001 – Hit That City
- 2001 – Lost In the City Nights (Samma skiva som Hit That City med nytt namn på grund av 11 september-attackerna[4])

### Singlar
- 1995 – Frozen
- 1995 – Wires
- 1997 – Modern Love
- 1997 – Protect Me
- 1999 – My Man Foreverman
- 1999 – Sleepless Nights
- 2000 – Revelations
- 2001 – Bad Dream
- 2001 – Out of the Gash
- 2001 – Lost in the City Nights / Burning Cars

## Bandmedlemmar
- Henric de la Cour – sång
- David Lindh – gitarr
- Tobias Holmberg – synth
- Rikard Lindh – synth
- Christian Berg – bas
- Niklas Jonsson – trummor
- Claes Boklund – bas (1993-1997, 2008-)
- Johan Skugge – bas (1997-2001)
- Anders Nilsson – trummor (1993-1998)